# Майко, Вадим Владиславович
Вадим Владиславович Майко (род. 8 декабря 1966 или 1966, Киев) — советский, украинский и российский историк, доктор исторических наук, директор Института археологии Крыма РАН. Один из ведущих специалистов по археологии средневекового юго-восточного Крыма.

## Биография
Родился 8 декабря 1966 года в Киеве. В 1984—1989 годах обучался на историческом факультете Киевского Государственного Педагогического Института им. А. М. Горького, по окончании 2 года работал в Киеве старшим лаборантом лаборатории охранных археологических исследований Министерства культуры УССР, затем год в Судакской археологической экспедиции «Отдела античной и средневековой археологии Крыма». С 1992 по 2003 год работал в Крымском филиале института археологии НАН Украины, пройдя путь от старшего лаборанта до научного сотрудника. В 1998 году в Крымском филиале Института археологии НАН Украины защитил кандидатскую диссертацию на тему «Этнокультурные связи Крыма с Поднепровьем и Северным Кавказом в VII—X вв.» (научный руководитель — д. и. н. И. А. Баранов). 
В 1990—2003 году участвовал в работе Судакской археологической экспедиции, в 1999—2000 году в качестве руководителя (в 1997—2001 году проводил раскопки городища Тепсень). С 2003 по 2010 год — ведущий научный сотрудник отдела «Судакская крепость» Национального заповедника София Киевская, с 2011 года вновь в Крыму: вначале заведующий отделом средневековой археологии Крымского филиала Института археологии НАН Украины, с 2014 года — там же заместитель директора по научной работе. В 2012 году, вновь в Институте археологии НАН Украины, защитил докторскую диссертацию на тему «Юго-восточный Крым во второй половине Х-XII вв.» Научный консультант профессор Моця А. П., оппоненты Айбабин А. И. и Сорочан С. Б.
С 2015 года — директор ГБНУ Республики Крым «Институт археологии Крыма» (с 2016 года врио директора ФГБУН «Институт археологии Крыма РАН»). По совместительству в 2015—2017 годах работал на кафедре истории древнего мира и средних веков КФУ имени В. И. Вернадского, вёл спецкурс по истории и археологии средневекового населения Восточного Крыма. В 2015—2016 годах являлся председателем Государственной экзаменационной комиссии исторического факультета Крымского федерального университета.
В декабре 2021 — январе 2022 года в Музее-заповеднике «Судакская крепость» демонстрировалась выставка «Призвание — археолог», посвящённая 55-летию Вадима Майко.

## Награды и звания
- Медаль Республики Крым «За доблестный труд» (7 апреля 2017)[9]
- Государственная премия Республики Крым за 2019 год — за работу «Болгары Крыма. Возвращение к истокам: иллюстрированное издание»[10]
- Заслуженный деятель науки и техники Республики Крым (8 ноября 2023)[11]

## Биобиблиография
- авт.-сост. Г. Б. Литвинова, П. А. Литвинов. Майко Вадим Владиславович // Судак. Популярная энциклопедия. — Симферополь: Издательство Творческого Союза "Сталкер", 2004. — С. 164. — 350 с.
- Буров Григорий Михайлович. Майко Вадим Владиславович // Энциклопедия крымских древностей. Археологический словарь. — Киев, 2006. — С. 139. — 528 с. — ISBN 966-8518-55-1.
- Пошивайло Олесь Николаевич. Майко Вадим // Короткий академічний словник сучасних українських керамологів (культурна керамологія) (укр.). — 2. — Опошня: Українське Народознавство. — С. 155. — 312 с. — (Украинская биографистика). — ISBN 966-02-3596-8.
- Головко А. Б. Майко Вадим Владиславович // Історики-медієвісти сучасної України: довідник (укр.) / Копылов С. А.. — Каменец-Подольский: Каменец-Подольский национальный университет имени Ивана Огиенко, 2016. — С. 40—41. — 67 с. — 50 экз.
- Поздравляем юбиляра! Вадиму Владиславовичу Майко 50 лет // История и археология Крыма / Майко В. В.. — Симферополь, 2016. — С. 8—18. — 210 с. — (сборник статей). — 300 экз. — ISBN 978-5-9906988-7-1.

### Основные труды
- Майко В. В. Средневековое городище на плато Тепсень в юго-восточном Крыму. К., «Академперіодика», 2004.
- Герцен А. Г., Майко В. В. Хазары // Крым сквозь тысячелетия. Симферополь, 2004. С. 141—167.
- Майко В. В. Кырк-Ерский клад городища Чуфут-Кале в юго-западном Крыму. К., «Академперіодика», 2007. 190 с.
- Майко В. В. Средневековые некрополи Судакской долины. К., «Академперіодика», 2007. 273 с.
- Джанов А. В., Майко В. В., Фарбей А. М. Генуэзцы в Крыму. Исторический путеводитель. К., «Горобец», 2009. 232 с.
- Майко В. В. Восточный Крым во второй половине X—XII вв. Киев: ВИДАВЕЦЬ Олег Філюк, 2014. 467 с.
- Гаврилов А. В., Майко В. В. Средневековое городище Солхат-Крым (материалы к археологической карте города Старый Крым). Симферополь: Бизнес-информ, 2014. 212 с.
- Майко В. В., Джанов А. В. Археологические памятники Судакского региона Республики Крым. Симферополь, 2015. 448 с.
- Майко В. В. Керамика Восточного Крыма второй половины X—XIII вв. Saarbürcken: LAP LAMBERT Academic Publishing. 2016. 212 p.

### Список основных публикаций в рецензируемых научных изданиях
- Майко В. В., Василиненко Д. Э., Соков П. В., Тищенко И. Б. Материалы к типологии, хронологии и клеймению некоторых типов византийских амфор XIII—XIV вв. (по материалам восточного Крыма и западного Закубанья) // Боспорские исследования. 2014. Вып. XXX. С. 329—343.
- Майко В. В. Христианский храм на мысе Ай-Фока у с. Морское в ЮгоВосточном Крыму // Античная древность и средние века. 2015. Вып. 43. С. 264—274.
- Майко В. В. Фортификационные сооружения Сугдеи первой половины XIII в. // Боспорские исследования. 2016. Вып. XXXIII. С. 301—318.
- Майко В. В. Археологически материалы второй половины X—XII вв. в Юго-Западном Крыму // Ученые записки Крымского федерального университета имени В. И. Вернадского. Серия «Исторические науки». 2016. Том 2 (68). № 1. C. 134—148.
- Майко В. В. Молдавские монеты средневекового Солхата // Stratum plus. 2016. № 6. С. 311—316.
- Майко В. В., Зубарев В. Г., Ярцев С. В. Хозяйственные ямы средневекового поселения в восточной части городища античного времени «Белинское» // Таврические студии № 10 (2016). Симферополь, 2016. С. 98-104.
- Зубарев В. Г., Майко В. В., Ярцев С. В. Новый склеп с раннесредневековыми материалами из раскопок некрополя городища Белинское //Боспорские исследования. 2017. Вып. XXXV. С. 348—363.
- Майко В. В., Ланцов С. Б. Археология Керченского полуострова в работах сотрудников Института археологии Крыма в начале XXI века // Таврические студии. № 12 (2017). Симферополь, 2017. С. 108—114.
- Майко В. В. К вопросу о выделении средневековых горизонтов Мангупа IX—XI вв. // МАИЭТ. Выпуск XХII. Симферополь, 2017. С. 152—159.